# Kosmoceratops
Kosmoceratops (från antikens grekiska), κέρας (keras, "horn") och ὤψ (ōps, "ansikte")) är ett släktträd av växtätande chasmosauriner ceratopsier dinosaurier, som levde under senkristallperioden (Sen Campanian) på den delen av ö kontinenten Laramidia som nu är Utah. Dess fossiler har återställts från Kaiparowitsformationen i Grand Staircase-Escalante National Monument.